# KCB77 총검
KCB77은 독일에서 제작한 총검이다. 현재 미국,한국등에서 사용한다.